# Izmajława
Izmajława (biał. Ізмайлава; ros. Измайлово; pol. hist. Izmajłowo) – wieś na Białorusi, w obwodzie witebskim, w rejonie orszańskim, w sielsowiecie Mieżawa.

## Historia
W XIX i w początkach XX w. majątek ziemski położony w Rosji, w guberni mohylewskiej, w powiecie orszańskim. Od 1881 należał do Kadygrobowych.
Następnie w granicach Związku Sowieckiego. Od 1991 w niepodległej Białorusi.